# Pałac w Studzieńcu (województwo lubuskie)
Pałac w Studzieńcu – zabytkowy pałac wybudowany w XVI w. w Studzieńcu – wsi w Polsce, w województwie lubuskim, w powiecie nowosolskim, w gminie Kożuchów. 

## Opis
Pałac powstał z przebudowy siedziby rycerskiej rodu von Dyhrn. Obiekt wraz z dwoma oficynami, spichlerzem, stodołami i  parkiem tworzy zespół pałacowy.

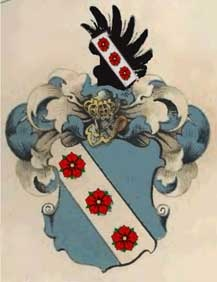
Herb von Dyhrn